# 艾兴 (巴伐利亚州)
艾兴（德語：Aichen，發音：[ˈaɪçn̩]）是德国巴伐利亚州施瓦本行政区金茨堡县的市镇，总面积17.62平方千米，2023年12月31日总人口为1,206人。